# Dad Squarisi
Dad Abi Chahine Squarisi (Beirute, 1946 – Brasília, 10 de agosto de 2023) foi uma professora de português e escritora libanesa, radicada no Brasil.

## Biografia
Nascida em Beirute em 1946, morava em Brasília desde 1968. Seu pai lutara pela independência do Líbano na década de 1940, e com a derrota teve que se exilar. Antes de fixar-se em Brasília, Dad viveu em hotéis em países europeus como na França e na Espanha, na América do Sul viveu na Argentina e chegando ao Brasil, viveu no Rio de Janeiro, Porto Alegre e em São Paulo.
Cursou Letras na UnB (Universidade de Brasília). Fez especialização em Linguística e mestrado em Teoria da Literatura em outras faculdades. Atuava no setor privado de ensino em Brasília, já deu aulas na Universidade Católica de Brasília, e foi professora do "Centro de Ensino Unificado de Brasília" (UniCEUB).
Foi editora do jornal Correio Braziliense e colunista do Estado de Minas, comentarista da TV Brasília, ambos dos Diários Associados, é professora de edição de textos do Centro Universitário de Brasília. Assinava a coluna Dicas de Português, publicada em 15 jornais do país. Assinava colunas como a Na Ponta da Língua, publicada no suplemento infantil Super, do Correio Braziliense, e Língua Solta, veiculada pelo Correio Braziliense e Estado de Minas.

### Morte
Dad morreu em 10 de agosto de 2023, aos 77 anos, em decorrência de complicações de um câncer.

## Livros
- Dicas da Dad: português com humor, Editora Contexto, 2003, ISBN 8572442049, 9788572442046
- Mais dicas da Dad: português com humor‎, Editora Contexto, 2003, ISBN 8572442413, 9788572442411 - 318 páginas
- A Arte de Escrever Bem, coautoria com Arlete Salvador, Editora Contexto, 2004, ISBN 8572442790, 9788572442794, 112 páginas
- Deuses e heróis - mitologia para crianças, LGE, 2004, ISBN 8572381325, 9788572381321, 96 páginas
- Escrever melhor: guia para passar os textos a limpo‎, de Dad Squarisi e Arlete Salvador, Editora Contexto, 2008, ISBN 8572443908, 9788572443906
- Redação para concursos e vestibulares - passo a passo, de Dad Squarisi e Célia Curto, Editora Contexto, 2009, ISBN 8572444408
- Manual de redação e estilo para mídias convergentes, Geração Editorial, 2011, ISBN 8561501693, 404 páginas
- 1001 Dicas de Português: manual descomplicado, de Dad Squarisi e Paulo José da Cunha, Editora Contexto, 2015, ISBN 8572449086, 318 páginas
- Sete pecados da língua, Editora Contexto, 2017, ISBN 8552000016, 96 páginas